# 잘츠부르크 모차르테움 대학교
잘츠부르크 모차르테움 대학교(영어: Mozarteum University Salzburg)는 잘츠부르크의 국립 음악 학교다. 잘츠부르크 모차르테움 오케스트라, 잘츠부르크 모차르테움 재단과 함께 운영된다. 볼프강 아마데우스 모차르트의 음악적 성취를 기려 이름 붙였다.

## 역사
최근 미라벨플라츠 1번지에 신축 건물이 들어섰다.